# 1940年浙江细菌战
1940年浙江细菌战是指1940年日军对浙江进行的细菌战，日军参谋本部将此次袭击称为“特种瓦斯试验”，:115731部队内部将此次作战称为“杭州作战”。:89在长达3个多月的细菌战中，衢州、宁波、金华受到了多种形式的细菌袭击。在衢州，日军采用了飞机投撒带菌的麦子和谷粒；在宁波，选择飞机在城内或周围撒播带菌的谷物和棉絮；在金华，飞机投下炸弹后，爆炸产生了一股淡黄色的烟。对于日军而言，袭击的飞机始终保持在四千米以上的高空，投掷霍乱、伤寒、鼠疫原菌，都未能取得效果。唯独在衢州和宁波低空飞行投掷鼠疫跳蚤引起了良好的杀伤效果，令日军认为鼠疫跳蚤是最有效的细菌武器。:116

## 背景

### 细菌武器
自1937年起，日军731部队开始研制并运用飞机投掷细菌炸弹。截至1940年，他们已研制出9种炸弹，但只有2种具有进一步研究的价值，分别是污染了炭疽等菌的C型榴霰弹和装填鼠疫跳蚤的陶瓷50型宇治弹。这两种炸弹当时仍处于试制阶段，未达到实战使用的要求。:78-79日军第一次在实战中使用细菌武器是1939年7月的诺门坎战役。731部队敢死队在前线投撒各种病菌原液，对苏联和蒙古联军收效甚微，反倒对日军人员造成伤亡。
为了对细菌制剂的撒播方式和杀伤力进行检测，731部队在满洲国农安县进行鼠疫跳蚤的撒布实验，认为鼠疫跳蚤实验效果良好。1940年5月起，日军开始谋划对浙江展开细菌战。1940年7月，农安县鼠疫蔓延至新京。731部队对50名死者进行了尸体解剖，对30名中国患者实行活体解剖，并形成解剖报告书，即《Q报告》，记录不同器官的感染数据和病变过程。此外，731部队还有其它不同疾病的人体实验报告，为实战提供理论依据。731部队注意到鼠疫跳蚤的杀伤巨大，随后在浙江进行了实战测试。

### 战略要地

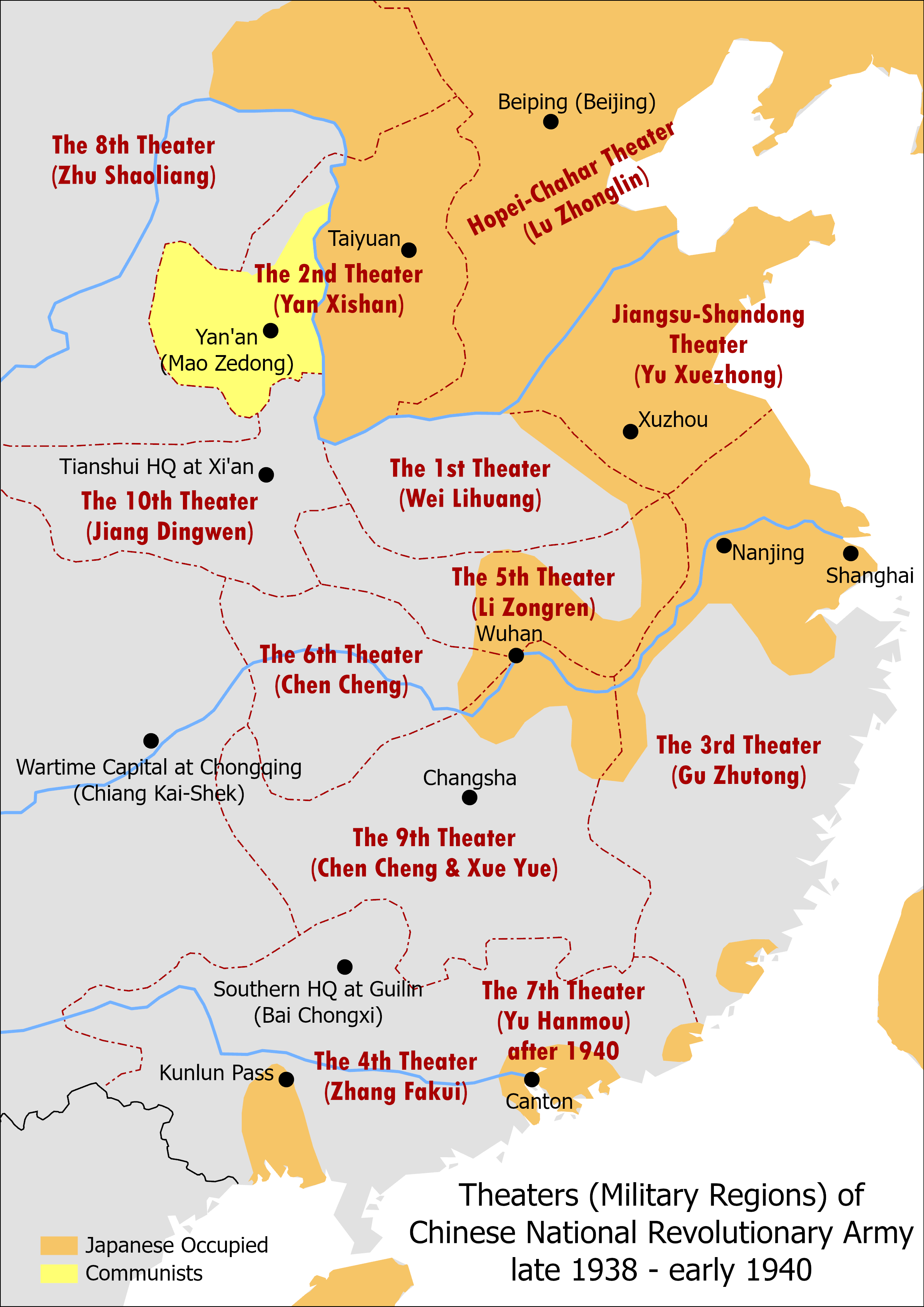
1940年中日战场态势

浙江是中国经济较为发达的省份，还没有大规模经历战争，有国民革命军屯驻于浙赣铁路沿线，故而日军希望通过细菌战这种较为廉价的方式，低成本杀伤国军，并且控制浙江的经济基础。此外，浙江也是中国向日本空袭的重要基地。1938年，中华民国空军的军机从宁波栎社机场起飞，在日本散发宣传传单。
1937年底，日军占领杭州，浙江省政府迁移至金华。金华坐落在浙赣铁路上，作为浙江中部的重要交通枢纽，常年驻扎大量军队，并且是浙江防空司令部所在。:111衢州位于浙江、江西、福建、安徽四省交界处，是浙赣铁路上的重要军事据点，承载着中国第三战区的重要兵力，并拥有东南各省中规模最大的军用飞机场。:80宁波，也被称为鄞县，是当时国际物资进入中国的唯一出海口。:110
1937年抗战爆发以前，浙江的宁波、金华、衢州等地并没有鼠疫流行。

## 决策

### 战役规划
1940年5月31日，日本陆军高层就号细菌作战展开讨论，决定试验使用“飞机雨下法”进行攻击，在4000米高空投撒鼠疫跳蚤。:976月5日，日本陆军参谋本部作战课的荒尾兴功、支那派遣军参谋井本熊男、南京1644部队长代理增田知贞共同进行了关于细菌战实施的协商。协商结果是，决定以浙江省的主要城市为攻击目标，并采取用飞机散布菌液和空投感染鼠疫的跳蚤的方式进行作战，使用句容机场袭击浙赣铁路沿线城市。:97

### 战役准备
1940年7月25日，日本关东军发布了“关作令关东军作战命令丙第659号”。8月6日，一列重兵押运的火车从731部队的平房出发，开往杭州。这列火车上装载着“空投炸弹700发、汽车20辆、70公斤伤寒菌、50公斤霍乱菌和5公斤鼠疫跳蚤”，而石井四郎则是这次行动的总负责人。日军也将此次作战称为“杭州作战”。:89731部队特别远征队共40人，因组织远征军的是731部队总务部庶务课主任饭田奈良，也被称为“奈良部队”。按照计划，飞机从杭州笕桥机场出发，投放石井式陶瓷细菌弹，以及棉絮、碎布等物品以保护跳蚤。此外还每日生产10公斤霍乱菌液，以及10公斤以上的伤寒菌液。:97

### 作战命令
1940年7月2日，支那派遣军与奈良部队确认了决定事项。7月21日，东京下达了即时作战命令。7月22日，决定使用杭州笕桥机场；9月10日，与奈良部队的太田中佐和增田大尉联络，搜索目标为宁波和衢县，金华是否适当尚在考虑之中。:79-809月18日，还选定金华、玉山，每平方公里投放2公斤低浓度弹药，附近村庄0.7—0.8公斤。从台州、温州、丽水中选定温州，集中投放高浓度弹药。:97支那派遣军方面提出应应当在11月20日停止细菌武器攻击，石井四郎到南京后同意在11月底停止攻击。:10811月20日，日军决定使用鼠疫对金华进行攻击，:94以作为最后一击。:10811月25日，日本陆军参谋本部发布命令，要求11月底前停止攻击，各部队返回原单位并且严加保密。:108-109

## 实施
|  |

### 前期攻击
从9月18日到10月7日，日军采用多种方法对浙江展开袭击。:108在衢州，日军投撒鼠疫跳蚤的麦子和谷粒；在宁波，日军飞机在城内或周围撒播带鼠疫跳蚤的谷物和棉絮。在金华，日军以鼠疫原菌存放于飞机弹药中，飞机投下炸弹后，爆炸产生了一股淡黄色的烟。在玉山，日军在普通居民中施放细菌的计划，他们将病原体投入居民的水池、水井，甚至在居民的门口、树旁放置了数百个看似被日军遗留、实则注入了大量的伤寒和副伤寒菌的甜点心、水果，骗取当地缺少粮食的居民食用。在温州，日军集中投放高浓度菌液，:97但取决于天气因素以确定攻击方针。日军还针对台州的军事行动进行反思，认为台州不可以使用“飞机雨下法”。到10月7日，日军已经进行多次攻击，但多数没有效果，或者效果有待探知。:97

### 衢州作战
1940年10月4日，衢州发现日机撒播小麦、乌麦等物品，这也是日军生化部队的首次空袭。:xiv跳蚤与大米、小麦被一同包裹在小纸包中，小纸包在半空中解体，而感染鼠疫的跳蚤编能安全落地。
上午六时半，日军飞机从东北方向进入衢州上空，飞行极度缓慢，盘旋后降低到200-300米低空，沿着城西的西安门、上营街、水亭街、下营街、县西街、美俗坊等居民区撒下大批麦粒、黄豆、粟米、麦麸、碎布、棉花、跳蚤、小纸包及宣传传单等，来回撒播两次，随后于上午9时30分离开衢州。空袭警报解除后，发现柴家巷罗汉井一带留下许多大麦、荞麦、粟米及死蚤。:81-82
根据参与实施的日军士兵回忆，该项任务是由增田美保驾驶单发的九七式轻型轰炸机，将两个装有感染了鼠疫的跳蚤和箱子安装在飞机机翼下面撒播。安装的两个箱子中，一个在衢州打开，一个没打开，在返程途中被遗弃。:86根据日军731部队军医金子顺一的博士论文，此次任务共撒播8公斤的跳蚤量。:86

### 宁波作战
10月22日，日本军机飞抵宁波上空，撒播小麦等物品。10月27日早上7点左右，宁波市区响起了空袭警报声，日本军机在市区街道上飞行，扔下的不是炸弹，而是传单。据事件亲历者胡贤忠描述，传单上面画着日、德、国旗和两手相握表示“中日亲善”的漫画，指重庆正在遭受饥荒之苦，人民生活艰难，而日本人民却衣食无忧，还有余粮用来帮助你们。下午2时许，日军的飞机再次出现，空投下大麦、小米、面粉，还有一团团的棉花球。在宁波的美国传教士阿奇博尔德·克劳奇在日记里指出，飞抵宁波的日军飞机过往都是成群出现，此次却只有一架，非同寻常，并且观察到飞机后似乎释放了一团云向下散去。本地居民并没有过鼠疫的经历，当天也并没有人提到过这是一起生物武器袭击。根据日军731部队军医金子顺一的博士论文，此次任务共散播了2公斤的鼠疫菌。

### 金华作战
1940年11月28日上午约11时，三架日军飞机飞抵金华上空。其中一架在城区南郊外高空释放了白色烟雾，烟雾漂浮了很长时间才散去。飞机离开后，南郊外的五里牌广合顺皮革厂的职工沈伯葵在警报解除前返回厂里，发现天空中飘落下来一些鱼子状、黏性的微黄小颗粒，而且衣服上也沾满了这些颗粒。警报解除后，其他厂里的职工也陆续返回，发现停放在天井内的合记车行新黄包车的黑色篷顶上也有大量的黄色颗粒。这些黄色颗粒被金华民众医院的沙士升收集起来，当天带回医院进行检查，结果发现颗粒中含有革兰氏染色法阴性的细菌，形态与鼠疫杆菌相似。随即报告给了县政府、当地中央军事卫生机关和省卫生处等部门。浙江省卫生处处长陈万里于29日和30日到达金华，与专家一同对这些颗粒进行了详细的检验。检验结果确认，这些颗粒中的细菌确实是鼠疫杆菌。:94-95

## 疫情

### 宁波

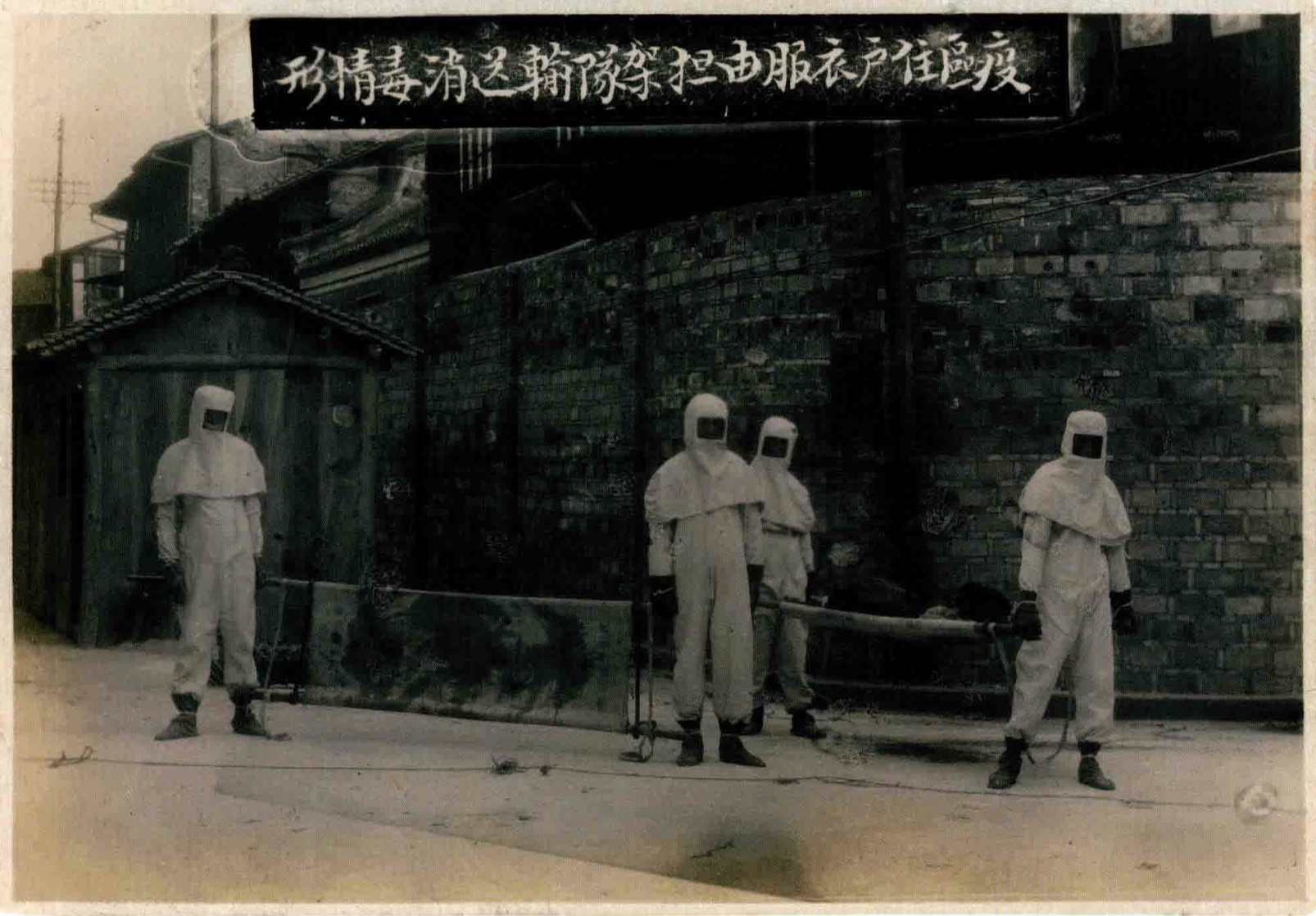
疫区住户衣物由担架队输送消毒情形

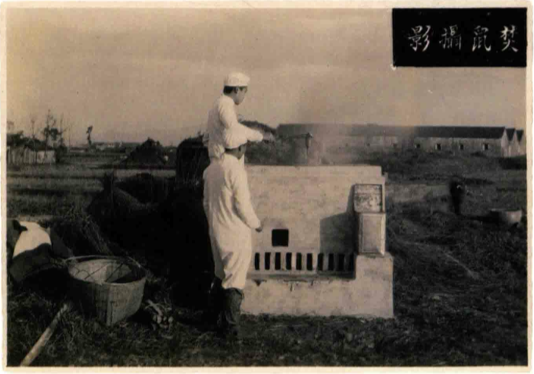
焚烧疫区老鼠之情形

10月27日，日军空投谷子、麦子，当时并没有引起政府和人民的注意。11月1日上午，鄞县卫生院接到报告称，在县城开明街、东后街一带爆发了疫情，已有十余人死亡。华美医院院长丁立成从患者俞元德身上提取了淋巴腺肿穿刺液，进行了动物试验和细菌培养，结果呈阳性，确认了鼠疫的诊断。自11月1日至10日，每天都发现新的病例，人数在多的时候达到了9至10人，少的时候为2至3人。11月2日，鄞县成立了防疫办事处。随后，浙江省巡回医疗防疫队、中央卫生署第17医疗防疫队以及军政部第4防疫分队纷纷前来鄞县协助防控工作。到了11月30日晚，疫区的房屋被焚毁，以消灭传染病源。鄞县鼠疫的最后一例病例于12月1日被发现，12月6日死亡。此后再无新病例出现。:111
鄞县政府统计，总计自10月29日至12月1日，鼠疫共流行了34天，感染者达99人，其中97人死亡，仅有2人痊愈。:111根据日军731部队军医金子顺一的博士论文显示，1940年10月27日，此次疫情在宁波导致一二次感染的死亡人数共计1554人。

### 衢州
1940年10月4日空袭当天下午，衢县县长下令衢州居民集中烧毁空投物品。10月10日起，空投区域陆续发现病死者，以及老鼠的尸体，此后在有投下物资的地方又出现了很多鼠疫患者。衢城上营街、下营街、天皇巷、县西街、宁绍巷等居民区陆续发现了死鼠。与此同时，该地区相继出现了多起急性病例，包括李明江、陈从德、王学恭、徐天明、伍振兴等人，均因此病病逝。:82衢州的空袭并未引起省政府的注意，后者反倒在关注并非由日军引起的丽水庆元的鼠疫疫情。
11月12日后，衢州城内发生了鼠疫。从11月12日开始，县城内罗汉井一带发生了急性疾病死亡约7至8人。经过18日军政部第四防疫分队的调查，确认了衢县似乎发生了鼠疫。死者均为柴家巷罗汉井及水亭街一带的居民。首例病例是8岁女孩吴士英，于11月12日发病，15日死亡。随后每日均有1至2人死亡。最后一例病例于12月5日发现，7日死亡。总计此次衢县鼠疫流行期为11月12日至12月5日，共计24天，共发现21例鼠疫患者，全部死亡。:81-82同时期《东南日报》报道衢县西门柴家巷、罗汉井、县西街、水亭街一带，于11月19日突发现鼠疫，死亡者已有十余人。为了控制疫情，政府要求所有居民居住在船上。
截至12月25日，衢城的疫情已经迅速蔓延至水亭街、美俗坊、县西街、天皇巷、柴家巷、罗汉井等8条街巷。据防疫单位发现，确认的鼠疫病人达到了22人，其中21人不幸死亡，病死率高达95.4%。:82到1940年年末，据当局报告，因鼠疫死亡的人数为24人。然而，由于一些患者家属隐瞒病情或因担心被隔离而逃离，实际死亡人数可能高于报告数字。1941年，因为日本频繁轰炸衢州，衢州的居民被疏散到农村，染疫的家庭部分逃离防疫所，到4月20日疫情已经扩散到18条街巷，到12月底疫情更是波及全城的58条街巷以及周边的13个乡镇。全年衢州各地报告鼠疫死亡人数达到了2000余人。:83
根据中国方面的统计调查，首次感染造成了21人死亡，二次感染造成了2000余人死亡。根据日军731部队军医金子顺一的博士论文，首次感染造成了219人死亡，而二次感染造成了9060人死亡。:86

### 金华
1940年12月前后，金华发生鼠疫疫情。根据浙江省政协文史委1990年编纂出版的《新编浙江百年大事记1840—1949》一书，日军撒播病菌后不久，金华开始流行鼠疫，到年底由160人患鼠疫而死。1940年12月10日《上海晚间邮报》也有报道金华鼠疫大流行，并称美国传教士要求增援金华。1940年12月11日，上海《申报》则援引外媒对金华鼠疫进行报道。1941年1月7日，《东南日报》报道：“金华石门、盘龙发生流行病，4人死亡，死后尸体呈黑斑。”但一般认为，鼠疫原菌在自然界中比较脆弱，投放鼠疫原菌很难导致鼠疫流行，不能长时间存活，因此金华的鼠疫疫情是否由日军细菌战引起存在争议。日本学者奈须重雄认为，金华的疫情可能是衢州或者宁波传来，也有可能是细菌战引起，且细菌战的可能性更大。:95-96

## 影响

### 日本方面
对于日军而言，此次袭击的飞机始终保持在四千米以上的高空，投掷霍乱、伤寒、鼠疫原菌，都未能取得效果。唯独在衢州和宁波低空飞行投掷鼠疫跳蚤引起了良好的杀伤效果，令日军认为鼠疫跳蚤是最有效的细菌武器。:116经由农安鼠疫确认鼠疫跳蚤的杀伤力，又经过浙江实战检验，日军此后将鼠疫跳蚤作为了最主要生产和使用的细菌武器。

### 中国方面
一般认为，鼠疫爆发前，会首先在本地的老鼠中传播，但此次袭击中并没有发生。1940年11月27日，陈万里在视察衢县鼠疫防治时途经金华，亲眼目睹一架敌机散布白色物品，伴随着一缕白雾。他立即要求县长搜集备检，并将情况电呈上级。1940年11月28日，日军空袭金华，抛洒鱼子状颗粒物，被证实含有鼠疫杆菌。12月5日，浙江省政府主席黄绍竑电告各县县长，要求发现疫情后要立即报告疫情并成立防疫委员会，及时封锁疫情、隔离病人。同时，他还致电蒋介石汇报情况：
急。重庆行政院长蒋、委员长蒋。密。上月二十八日敌机空袭金华，二架散布白烟，并有鱼子状颗粒落下，经人民搜集送检，由本省卫生处陈万里、军政部第二防疫大队刘经邦、本省卫生处防疫专员柯主光、本省卫生处第二科长郑介安、本省卫生试验所技正吴昌丰五员，在严密检验下，鉴定其形，业经辨明系鼠疫霍菌。除继续由该员等施行其他生物学试验，谨电呈报。永浙江省政府主席黄绍竑叩。歌生。印。
12月10日，陈万里向国民政府报告称：“缘自发病前一星期，敌机曾在疫区上空掷下小麦2升左右，是否与疫病有关，未能断定。”到12月中旬，陈万里、刘经邦和柯主光确认衢县、金华两地的鼠疫是由“敌机散毒”引起的结果，浙江省政府主席黃紹竑在向国民政府的报告中指出，宁波鼠疫和日军机撒播疑似有极大关联，并且有日军机在金华散播鼠疫杆菌为证据，可以证明日军在实行细菌战。伯力士（Robert Pollitzer）在内的国民政府卫生署专家认为，敌机散播带有鼠疫杆菌的颗粒是否有效仍存疑。
国民政府收到控告指疫情并非鼠疫，焚烧房屋也并无必要。容启荣等人于1940年12月下旬前来浙江进行调查。1941年1月，《浙江鼠疫调查报告书》对鼠疫疫源问题进行分析，容启荣防疫处长表示：“据作者个人之推测，敌机所投掷之蚤类必染有鼠疫杆菌，所掺麦、粟等物，乃用以诱引鼠类接近该染菌蚤等，由是鼠疫可得传染而形成鼠族鼠疫之流行，30余日后乃传至人类。”:83然而容启荣并没有为这一论断提供有效的证据，疫情开始时华美医院亦未将疫情与日军空袭联系起来。:311

## 轶事
1940年，日军在衢州空投鼠疫杆菌后，金庸的同学毛良楷染上了鼠疫。全校学生、校工等立刻逃离，只有金庸和班主任老师将毛良楷送上了衢江的隔离船。金庸回忆道：“戰爭期間，唯一自覺有點勇敢的事就隻這麼一件。”

## 拓展阅读
- 衢州细菌战：中国受害者的75年[组图]